# Prozac+
Prozac+ (Prozac piu) is een Italiaanse punkbank, die in 1995 werd opgericht in Pordenone. De band is vernoemd naar het antidepressivum fluoxetine.

## Overzicht
De band is opgericht door Gian Maria "GM" Accusani (gitarist en zanger), Eva Poles (zangeres) en Elisabetta Imelio (bassist).

## Discografie
- Testa plastica (1996)
- Acidoacida (1998)
- 3Prozac+ (2000)
- Miodio (2002)
- Gioia nera (2004)
- Best of Platinum (2007)